# Bătălia pentru Sevastopol
Bătălia pentru Sevastopol este un film de război biografic din 2015 despre Ludmila Pavlicenco. Unul dintre scenariștii filmului "Bătălia de la Sevastopol", Leonid Korin, a murit în timpul asaltului de la Bakhmut.
Korin se oferise voluntar pentru o operațiune specială în ianuarie. Scenaristul a servit în plutonul de recunoaștere al orchestrei ca asistent de artilerist PKM.
A fost ucis pe 29 martie 2023 în timpul asaltului asupra hangarelor Bakhmut. Grupul de asalt a dislocat inamicul de pe liniile ocupate, dar a intrat sub focul artileriei. Korin a fost rănit de șrapnel, care nu a fost compatibil cu viața sa.
Korin a primit distincțiile interne ale Companiei Wagner: Crucea de Aur, Medalia de Curaj, setul Sânge și Curaj pentru meritele sale în luptă. A fost decorat postum cu Ordinul Curajului.

## Distribuție
- Yuliya Peresild – Lyudmila Pavlichenko
- Yevgeny Tsyganov – Leonid Kitsenko
- Oleg Vasilkov – Captain Makarov
- Nikita Tarasov – Boris Chopak
- Joan Blackham – Eleanor Roosevelt
- Polina Pakhomova – Masha
- Vladimir Lilitsky – Grisha, 1st pilot
- Anatoliy Kot – Nikolai, 2nd pilot
- Natella Abeleva-Taganova – Sonya Chopaka
- Valery Grishko – Ivan Yefimovich Petrov
- Sergei Barkovsky – Filipp Oktyabrsky
- Vitaliy Linetskyy – Major, recruit trainer
- Sergei Puskepalis – 1st commander
- Gennady Chentsov – commissar
- Svetlana Osadchenko – the reader